# Legea micii reforme în justiție din România
Legea micii reforme în justiție este modul în care a fost numită inițiativa legislativă a Ministerului Justiției de a accelera desfășurarea proceselor din instanțele din România. Promotorul principal al legii a fost ministrul justiției Cătălin Predoiu. Inițiativa s-a concretizat în Legea 2020/2010 publicată în Monitorul Oficial, Partea I, nr. 714 din 26 octombrie 2010.